# فأر متغاير خشبي
فأر متغاير خشبي (الاسم العلمي:Heteromys subg. Xylomys) هو ضرب من الحيوانات يتبع جنس الفأر المتغاير من فصيلة الفئران المتغايرة.

## أنواع
- فأر متغاير نيلسوني (الاسم العلمي:Heteromys nelsoni)
- فأر متغاير جبلي (الاسم العلمي:Heteromys oresterus)